# Marienkapelle (Mellrichstadt)

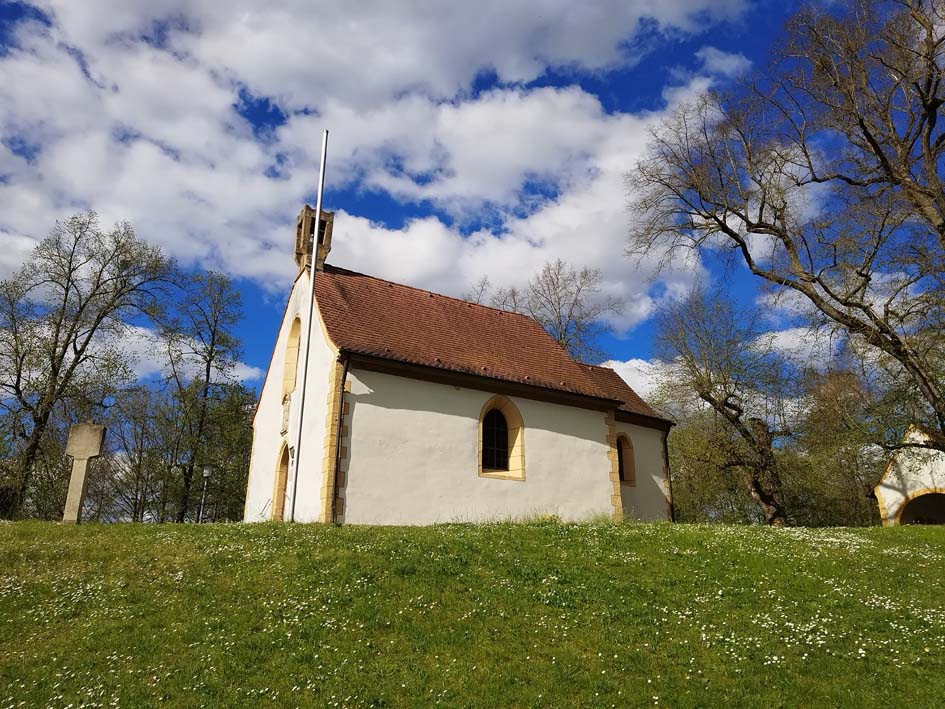
Unsere Liebe Frau vom Großenberg (Mellrichstadt)

Die römisch-katholische Kapelle Unsere Liebe Frau vom Großenberg ist eine Wallfahrtskapelle in Mellrichstadt, einer Stadt im unterfränkischen Landkreis Rhön-Grabfeld in Bayern. Sie steht auf dem Großenberg und trägt daher in der ortsansässigen Bevölkerung auch den Namen Großenbergkapelle. Das denkmalgeschützte Bauwerk stammt im Kern aus dem 13. Jahrhundert.

## Beschreibung
Als Gründungszeit der Kapelle wird das 13. Jahrhundert vermutet. Bereits davor soll der Hügel zu kultischen Zwecken genutzt worden sein. 1494 erhielt die der Mutter Gottes geweihte Kapelle Privilegien durch Papst Alexander VI. Das beträchtliche Stiftungsvermögen ging im Zweiten Markgrafenkrieg (1552–1554) zum größten Teil verloren. Von 1696 bis 1904 erhielt die Kapelle zwölf päpstliche Ablassbriefe, was ihre religiöse Bedeutung unterstrich. In den 1980er Jahren wurde die Kapelle renoviert. 1828 wurde eine Kreuzigungsgruppe mit Kruzifixum errichtet. Darunter gibt es Gedenksteine für Kriege sowie auch im Umfeld.
Die Marienkapelle war ein bedeutender Wallfahrtsort. Seit 2002 führt der Fränkische Marienweg vorbei.
Der Kapellenbau ist ein kleiner Saalbau mit eingezogenem Rechteckchor. Er wurde 1611–18 verändert.